# 第二次陳文內閣
第二次陳文內閣成立於成化二年十二月十七日（1467年1月22日），結束於成化四年四月二十八日（1468年5月19日）。是明憲宗統治下的第四個內閣，由時任禮部尚書陳文組閣。
成化四年四月二十八日，陳文在任內逝世；同日由次輔彭時繼任內閣首輔。

## 內閣成員
| 職位   | 姓名   | 備注                                           |
| ------ | ------ | ---------------------------------------------- |
| 首輔   | 陳文   | 第二次李賢內閣續任                             |
| 次輔   | 彭時   | 第二次李賢內閣期間停職，成化三年（1467年）復職 |
| 大學士 | 劉定之 |                                                |
| 大學士 | 商輅   | 奪門之變後解職，成化三年復職                   |